# Батурский, Борис Соломонович
Борис Соломонович Батурский (1879—1920) — деятель российского социал-демократического и профсоюзного движения, писатель. Настоящие имя и фамилия — Борис Соломонович Цетлин (иногда ошибочно «Цейтлин»). Партийные и литературные псевдонимы — Г. Б., Г. Батурский, Г. Бат, Б-ский, Георгий, Громов, Г. Смолин.

## Биография
Родился в Витебске 1 января 1879 года. Учился в Витебской гимназии.
Социал-демократ, по-видимому, именно он представлял Витебскую организацию на 3-м съезде Бунда в декабре 1899 года в Ковно.  С конца 1900-х член РСДРП. По образованию юрист. Член ЦК РСДРП, руководитель профдвижения, член ВЦСПС. Во время первой мировой войны был членом Организационного Комитета Российской социал-демократической рабочей партии, взгляды менялись от оборончества до интернационализма. Принимал участие в работе над резолюциями по рабочему вопросу, которые были приняты Всероссийским совещанием Советов рабочих и солдатских депутатов.

### После октября 1917
Член Временного Демократического Совета (Предпарламента). К большевистскому Октябрьскому перевороту отнёсся отрицательно, назвал его «преступной авантюрой».
- 2 ноября 1917 вышел из состава ЦК РСДРП(о) вместе с ещё 13-тьяю членами из-за решения большинства вступить в переговоры с большевиками.
- 10 ноября 1917 вернулся в ЦК «оборонцев» после прекращения переговоров.
- В конце ноября 1917 один из создателей клуба меньшевиков-оборонцев «Рабочее знамя», начиная с 25 ноября 1917 член его правления.
- В ноябре-декабре 1917 делегат Чрезвычайного съезда РСДРП(о). Поддержал А. Н. Потресова, считавшего допустимым использование любых средств для свержения «самодержавия Смольного».
- С декабря 1917 член Временного Бюро социал-демократов оборонцев.
- В январе 1918 делегат 1-го Всероссийского съезда профессиональных союзов от Самарского Союза торгово-промышленных служащих. Инициатор группы «единства и независимости профдвижения», тогда же член инициативной группы по созыву беспартийных рабочих конференций в Петрограде.
- В январе-июле 1918 один из организаторов антисоветского движения Рабочих Уполномоченных.

Критиковал левоцентристское большинство ЦК РСДРП(о) за соглашательство с большевиками. После разгрома движения отошёл от партийной работы и уехал в Витебск.
В конце 1920 года арестован чекистами в Витебске, отправлен в распоряжение Особого отдела 14-й армии. В том же году, сидя в арестантском подвале, заболел сыпным тифом. За 2 дня до смерти освобождён «на поруки». Умер 5 декабря 1920 года в Витебске (по сведениям семьи умер в тюремном госпитале).
В день его похорон состоялись стачка и демонстрация рабочих.

## Семья
- Жена — Флора Григорьевна Герценберг[6]
- Отец — Соломон Александрович (Сендерович) Цетлин (1855—1925) происходил из религиозной хасидской семьи, до 12—13 лет не говорил по-русски, в дальнейшем торговый служащий, автор кратких воспоминаний[5]
  - Брат — Лев Соломонович Цетлин (1877—1962)[7], член РСДРП, глава Московского комитета партии в 1902—1903 годах, делегат II съезда РСДРП (под кличкой Белов), меньшевик, затем отошёл от революционной работы, занимался редактированием и переводами. Отец Михаила Львовича и Бориса Львовича Цетлиных.
  - Брат — Эмиль Соломонович Цетлин (2.1880 — 15.09.1937), член Бунда[8], примыкал к РСДРП, в советские времена в ссылках, в 1937 году расстрелян.
  - Сестра — Мария Соломоновна Цетлина (1885 — ?)[9].
  - Брат — Михаил Соломонович Цетлин (1887 — 24.08.1937[8]), эсер, член ЦК, с 1918-го в лагерях и ссылках, в том числе в Соловецком лагере. Его жена Н. А. Бауэр погибла во время Соловецкого расстрела 19 декабря 1923 г. Сам он расстрелян в 1937 году.
  - Брат — Семён Соломонович Цетлин (7.10.1888 — 15.06.1938[8]), член РСДРП(м), вместе с братом Михаилом был в Соловецком лагере, затем в ссылке, расстрелян в 1938.
  - Сестра — Дарья Соломоновна (Годасса Залмановна) Цетлин (7.02.1891 — 24.03.1935[8]), член РСДРП(м), замужем за меньшевиком М. И. Бабиным, была с ним в Соловецком лагере, умерла в ссылке. М. И. Бабин расстрелян в 1937 году.
  - Сестра — Ревекка Соломоновна Цетлин (1892 — ?)[9].
  - Сестра — Елизавета Соломоновна Цетлин (1893 — ?)[9].
  - Сестра — Любовь Соломоновна Цетлин (10.1896 — 8.05.1966[8]), член РСДРП(м) (по другим сведениям член Бунда[10]), в советское время в ссылках[5].